# اشتها

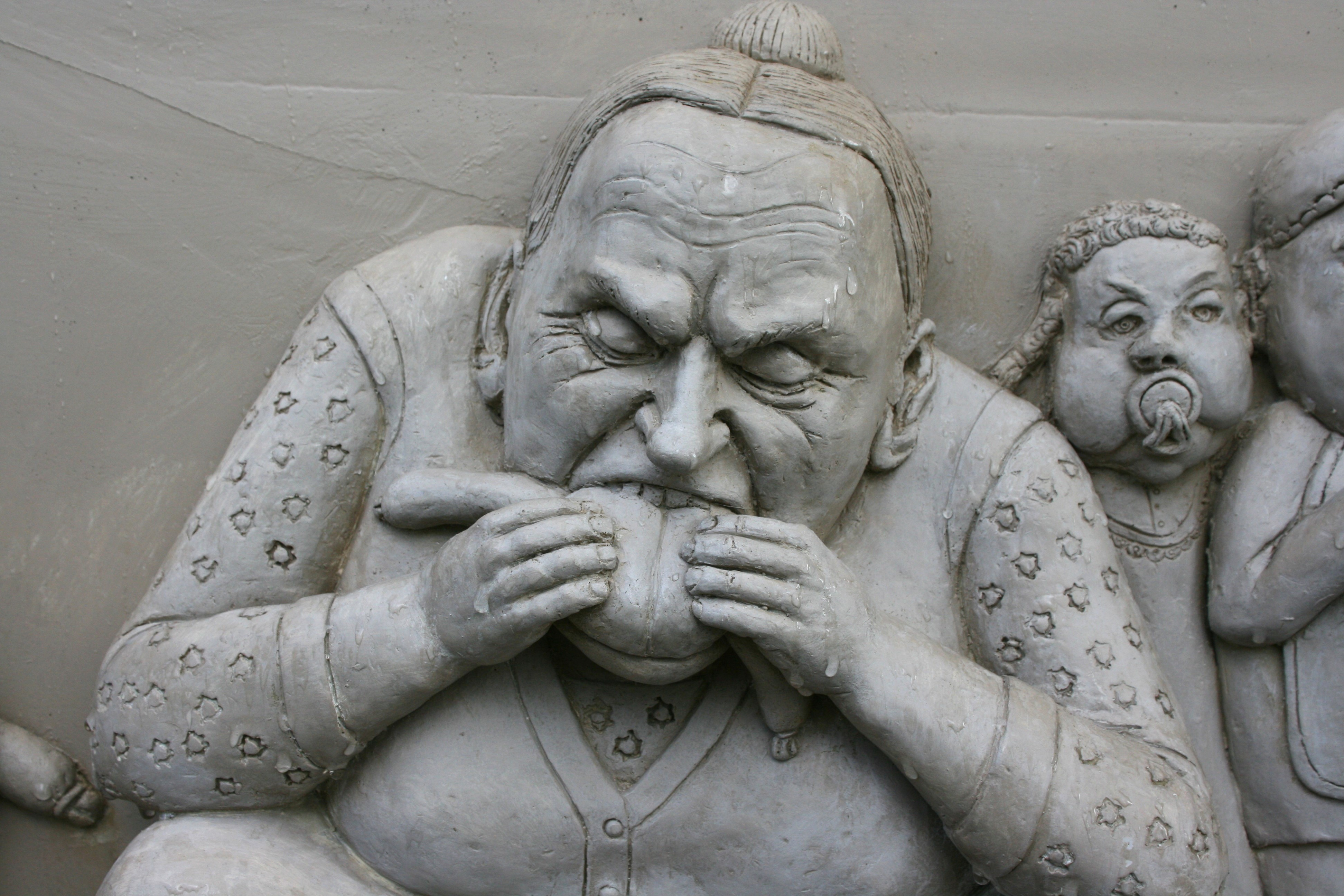
نقش برجسته «Ludwigs Erbe» اثر پیتر لنک، نزدیک به Zollhaus و اطلاعات گردشگری، Hafenstraße 5، Ludwigshafen am Bodensee، Bodman-Ludwigshafen در آلمان: قسمت سمت چپ سه‌گانه

اشتها به معنی میل به خوردن غذا و احساس گرسنگی است.
(اسم مصدر) [عربی: اشتهاء] میل به غذا داشتن؛ آرزوی طعام ، خواستن چیزی؛ آرزو داشتن؛ آرزوی چیزی کردن.

## تنظیم اشتها
تنظیم اشتها در بدن اصولاً در هیپوتالاموس انجام میگیرد و متاثر از عوامل مختلفی مانند هورمون لپتین ، سطح قند خون ، سطح هورمونهای مختلف مانند هورمونهای دستگاه گوارش و انسولین می باشد. گاه افزایش اشتهای بیمارگونه (بولیمیا) یا کاهش اشتهای بیمارگونه (بی‌اشتهایی عصبی) داریم.